# 川崎公害
川崎公害（かわさきこうがい）または公害病の川崎喘息（かわさきぜんそく）とは、昭和戦前期から昭和戦後期にかけて神奈川県川崎市でぜんそくなどの健康被害を出した日本の大規模公害。
1980年代から1990年代にかけて川崎公害訴訟があり、一部を除いて原告が勝訴した。

## 公害発生の経緯
京浜工業地帯の中心地域である、神奈川県川崎市は戦前からの大気汚染の町であった。戦後の工業復興で、川崎市の公害被害が復活して、近隣の神奈川県横浜市でも、横浜公害による横浜ぜんそくも発生した。
大気汚染の発生源としては、国の高度経済成長政策の元で、石炭から石油への政治的エネルギー政策の転換が行われて、川崎地区に大型コンビナートと道路網が建設されたことが、その原因とされる。

### 鉄鋼・化学産業
鉄鋼産業については、鉄鋼第一次合理化計画（1951年 - 1955年）と鉄鋼第二次合理化計画（1956年 - 1960年）が構想された。また、通商産業省は昭和30年度を始期とする石油化学工業育成計画を構想した。1955年から1960年にかけての第1期石油化学計画では四日市市・新居浜市・岩国市・川崎市を拠点開発した。
川崎市内の日本鋼管川崎製鉄所（現・JFE スチール東日本製鉄所）は第一次世界大戦が起きた1914年に第一号平炉さが稼働した。創業当初工場敷地10万平方メートル・工場労働者数約50人だった工場は、条網・鋼管・合金板・鋼板と製品を拡張したことで、1918年には約50万平方メートル・約4000人へと拡大した。1936年に扇町工場が完成、1941年に水江工場の建設が着工されるなど、太平洋戦争前に有数の規模となっていた。高度経済成長期の1968年には工場労働者数2万6000人まで規模が拡大した。川崎・水江・鶴見の3つの製鉄所が統合して京浜製鉄所と呼ばれるようになり、1971年に扇島埋立地に起工式が実施された。1979年に二号高炉に火入れが行われたが、環境庁から窒素酸化物の環境対策不十分との指導を受け、焼結工場の排ガス処理設備のみ脱硝装置が設置された。

### 火力発電所
東京電力は京浜工業地帯のエネルギー源として1927年に鶴見火力発電所を稼働させた。その後潮田火力発電所と川崎火力発電所の建設をおこない、さらに昭和50年代には液化天然ガスの火力発電所を建設した。

### 自動車道整備
昭和29年度に第一次道路整備5か年計画が構想された。昭和34年度に第二次道路整備5か年計画が構想された。

## 提訴まで
1960年代から1970年代にかけて四日市公害など日本各地で大気汚染による公害が深刻な社会問題になった。工業地域では四日市ぜんそくなどで住民の健康被害が増加していた。1972年（昭和47年）7月24日の四日市公害裁判の勝訴は大気汚染を発生させた企業への損害賠償責任を認める判例となった。四日市公害裁判の勝訴が川崎公害裁判提訴へのきっかけとなった。1980年代に公害が発生する汚染地域だった三重県四日市市の環境は公害対策で改善されたが、川崎市は昭和末期になっても公害による大気汚染が現在進行形の問題となっていた。昭和30年代に産業の中心が石炭エネルギーから石油産業に転換すると川崎市に公害が発生した。昭和戦後期の川崎公害で川崎市の住民の健康被害が深刻になった。1960年代に入ると川崎市は公害条例を制定するなどの公害対策をおこない、住民も市民運動を起こした。1970年代には川崎市独自の公害病認定と医療費負担を実施するが、認定患者は1年目で316名にのぼった。特に弱者である高齢者や子供に被害が多く、小児ぜんそくの患者のために養護学校が作られた。また、公害患者を中心に公害病友の会を結成するなど、公害撲滅に向けた運動がおこなわれた。
しかし、昭和50年代になっても川崎市では大気中の窒素産物や粉じんが環境基準を上まわっていた。川崎市では年々新たな公害病患者が認定されてその数は5052人まで増加し、死者は昭和60年度の統計で787人となっていた。

## 川崎公害訴訟
昭和42年の四日市公害訴訟の勝訴、昭和53年の西淀川公害訴訟など大気汚染で企業や国家を訴える民事裁判が当たり前になっていた。昭和50年代には日本国内で大気汚染公害訴訟が容易にできる社会情勢になっていた。四日市公害裁判勝訴の原動力となった革新政党や環境運動家の強い応援があり、「川崎公害病友の会」を母体とした川崎公害裁判の原告団を結成した。昭和戦後期に長期間にわたり川崎公害の健康被害を受けた患者と家族、公害病で死亡した患者および自殺した患者の遺族128人は、昭和57年3月18日に横浜地方裁判所川崎支部に、東京電力などの民間企業と、首都高速道路公団と日本国政府を相手どって、総額26億3000万円の損害賠償と環境基準を超える大気汚染物質の排出差し止めを求める裁判を起こした（第1次訴訟）。
原告側は、以下の2点を求めた。
1. 二酸化硫黄と二酸化窒素、浮遊粒子状物質などの有害汚染物質を環境基準まで引き下げる排出の差し止め
2. 公害患者と死亡者に対する生活環境破壊と家庭の崩壊破壊の損害賠償

原告となった患者は『夜が来るのが恐ろしい、咳と発作が夜中に襲ってくる』『大勢の公害患者が苦しみながら死んでいく。私たちの要求は人道的に正当性のある戦いだ』といった内容を訴えた。
このあと1983年から1988年にかけて、第2次 - 第4次の訴訟が起こされている。
被告らは、1991年の弁論で川崎公害患者の訴えは公害病でなくて、心臓ぜんそくや肺結核のよるものだという偽患者論を展開して、病名に疑義をはさめない場合は、タバコの吸い過ぎやアレルギー症状だという他病気他原因論を主張した。
四日市公害裁判など、従来の個別企業やコンビナート関連企業を相手とする裁判と異なり、多くの課題と困難をともなう裁判であったが、原告側は川崎市民の支持と多くの法律家と専門家の協力を得ながら、産業政策・交通道路政策を問題とした。原告団の支援のため、全国の環境問題に取り組む市民運動と環境研究者の組織である日本環境会議が、1986年11月に川崎市で第6回会議を開催した。
第1次訴訟は、1994年1月25日に判決が出された。判決骨子は以下の通り。
1. 本件疫病は高度の二酸化硫黄による大気汚染が原因である。二酸化窒素による大気汚染を疫病の原因を認めるのは困難である[10]。
2. 被告企業は浮島石油化学以外の企業間の共同責任の関連性は認められるが道路との関連性は認められない[11]。
3. 被告企業には損害賠償責任があるが、国家の監督責任や道路公団の責任は認められない。
4. 差し止め請求はその方法、態様を特定していない事などから不適法であり、却下を免れない。
5. 被告12社に対して損害賠償請求総額26億3590万円に対して7億3000万を認容する。

この判決に基づき原告弁護団は『加害企業に勝訴』の垂れ幕を掲げた。川崎訴訟原告団・弁護団との交渉により、国は『川崎南部地域の道路改善のための道路整備方針』を発表した。
判決時点では提訴から12年が経過しており、判決を聞かないまま公害病で死亡した原告男性がいた。
1998年8月5日に第2次 - 第4次訴訟に対する判決が出され、この中では第1次訴訟では否定された二酸化硫黄・二酸化窒素・浮遊粒子状物質と健康影響との因果関係を認め、国と首都高速道路公団に対して賠償を命じた。
これらの判決に対して原告・被告の双方が控訴したが、1996年12月25日に企業、1999年5月20日に国・首都高速道路公団とそれぞれ東京高等裁判所で和解が成立した。1996年の企業との和解では、企業側から解決金31億円の原告への支払と公害防止対策努力が盛り込まれた。1999年5月20日の和解内容は以下である。
1. 自動車を臨海部に誘導するための道路ネットワークの整備
2. 環境施設帯の整備、道路交差点の改良、低騒音の壁の整備
3. 土壌システムの設置

など。

### 被告団体
出典は『環境公害教育に生きる・生徒・父母・市民とともに歩みつづけて』川崎公害212頁。
固定発生源
1. 日本鋼管
2. 東京電力（川崎火力発電所）
3. 東亜燃料工業
4. 東燃石油化学
5. 日網石油精製
6. 日本石油化学
7. 浮島石油化学
8. 昭和電工
9. ゼネラル石油
10. 三菱石油
11. 昭和石油
12. 東亜石油
13. 日本国有鉄道（川崎火力発電所）

移動発生源
1. 日本国政府
2. 首都高速道路公団

## 年表
1950年代以前
- 1940年頃：川崎市独自で第1回煤煙防止デーが実施される。
- 1950年頃：大気汚染による川崎市民から苦情が急増する。
- 1951年：横浜市で横浜喘息が発生する。
- 1951年 - 1960年：川崎市大師地区で大気汚染による農作物被害が広がる[17]。
- 1955年
  - 9月：川崎市観音町で、日本鋼管・昭和電工からの有害ガスや煤煙被害による健康被害があり、住民が有害性や農作物被害を訴えて、市議会に公害防止を訴える。
  - 12月：川崎市内に川崎市煤煙対策協議会が結成、川崎市議会に公害防止特別委員会を設置。
- 1956年：住民団体の川崎市煤煙対策協議会が公害防止の法制化促進要望の陳情書を厚生大臣・通産省に提出する。
- 1959年6月23日:川崎市煤煙防止対策協議会が川崎市内に煤煙防止市民集会を開催する。

1960年代
- 1960年
  - 7月23日：川崎地区の労働協議会が公害防止条例制定運動をおこして12000人の署名を集める。
  - 12月：川崎市公害防止条例が公布施行される。
- 1961年：川崎市公害審査委員会が発足する。
- 1964年
  - 4月：横浜市が専従者7人で公害係を独立させる。
  - 6月1日：神奈川県が新公害防止条例を実施（6月5日に全国で最初に認定基準を決定）。
  - 12月1日：横浜衛生局に公害モニターが特設される[18]。
- 1965年7月22日：横浜市の一部や川崎市内で玉葱の腐ったような刺激性の悪臭が広がり、市民から頭痛や吐き気の訴えが届く。
- 1969年：川崎市が市独自で大気汚染による公害病認定を行い、患者の医療費負担を実施する方針を決定する。

1970年代
- 1970年
  - 5月10日：川崎市内で公害病患者を中心とした公害病友の会の発会式がとり行われる。
  - 8月24日：川崎市と市内38工場が大気汚染防止協定を結ぶ[19]。
- 1971年1月12日：川崎市の公害病患者に新たに18人が認定されて1年目に総数316名となる。
- 1972年2月4日：川崎市が公害防止条例をまとめて環境権の存在を打ち出す[20]。
- 1975年6月6日：川崎市を中心に首都圏で約2500人に光化学スモッグ被害が発生。
- 1977年7月1日：川崎市の環境アセスメント条例が執行される。
- 1978年：1972年6月に認定された川崎市の公害患者が自殺[21]。

1980年代
- 1981年
  - 1月12日：川崎市の1980年度の公害病認定患者が169人となり認定失効患者243人人で1970年の制度発足以来初めて失効者が上回る。
  - 2月6日：川崎公害病友の会が第1次原告団の結団式を行う。患者91人。遺族11人。
- 1982年3月18日：横浜地裁川崎支部で川崎公害訴訟が開始される（第1次訴訟）。
- 1983年9月17日：患者102人と遺族7家族が横浜地裁川崎支部に提訴（第2次訴訟）。
- 1985年3月9日：原告107人による第3次訴訟が提訴。
- 1987年3月24日：横浜市が自動車公害防止計画を全国の自治体で初めて実施する[22]。
- 1988年
  - 11月17日：千葉川鉄公害訴訟（千葉市にある川崎製鉄千葉製鉄所に対する訴訟）で千葉地方裁判所は健康被害と川崎千葉製鉄所の因果関係を認めて死亡した14人の含む原告61人に内41人に総額7714万円の支払いを命じた。
  - 12月24日：原告100人による第4次訴訟が提訴。

1990年代
- 1992年8月10日：千葉川鉄公害訴訟につき、東京高等裁判所で提訴以来17年ぶりに和解成立[23]。
- 1994年1月25日：川崎公害訴訟の第1次訴訟につき、横浜地裁川崎支部で判決。
- 1996年12月25日：東京高裁にて、企業側と原告が和解。
- 1998年8月5日：第2次 - 4次訴訟判決。道路交通による排出物質と健康被害の因果関係を認定。

## 川崎公害を題材とした作品
- 映画『ともだち』（日活児童映画、澤田幸弘監督、1974年） - 舞台は川崎市で主人公の少女は喘息を患っている設定。